# Эглетон (кантон)
Эглето́н (фр. Égletons) — кантон во Франции, находится в регионе Лимузен, департамент Коррез. Входит в состав округа Тюль.
Код INSEE кантона — 1910. Всего в кантон Эглетон входят 8 коммун, из них главной коммуной является Эглетон.

## Коммуны кантона
| Коммуна                | Население, чел. (2007) | Почтовый индекс | Код INSEE |
| ---------------------- | ---------------------- | --------------- | --------- |
| Ле-Жарден              | 75                     | 19300           | 19092     |
| Монтеньяк-Сент-Ипполит | 548                    | 19300           | 19143     |
| Мутье-Вантадур         | 455                    | 19300           | 19145     |
| Розье-д’Эглетон        | 1 078                  | 19300           | 19176     |
| Сент-Ирье-ле-Дежала    | 402                    | 19300           | 19249     |
| Шампаньяк-ла-Ноай      | 218                    | 19320           | 19039     |
| Шапель-Спинас          | 113                    | 19300           | 19046     |
| Эглетон                | 4 355                  | 19300           | 19073     |

## Население
Население кантона на 2007 год составляло 7 244 человека.
| 1962  | 1968  | 1975  | 1982  | 1990  | 1999  | 2006  | 2007  |
| ----- | ----- | ----- | ----- | ----- | ----- | ----- | ----- |
| 5 997 | 6 653 | 7 370 | 7 372 | 7 365 | 6 863 | 7 242 | 7 244 |